# Histoire du métro de Londres

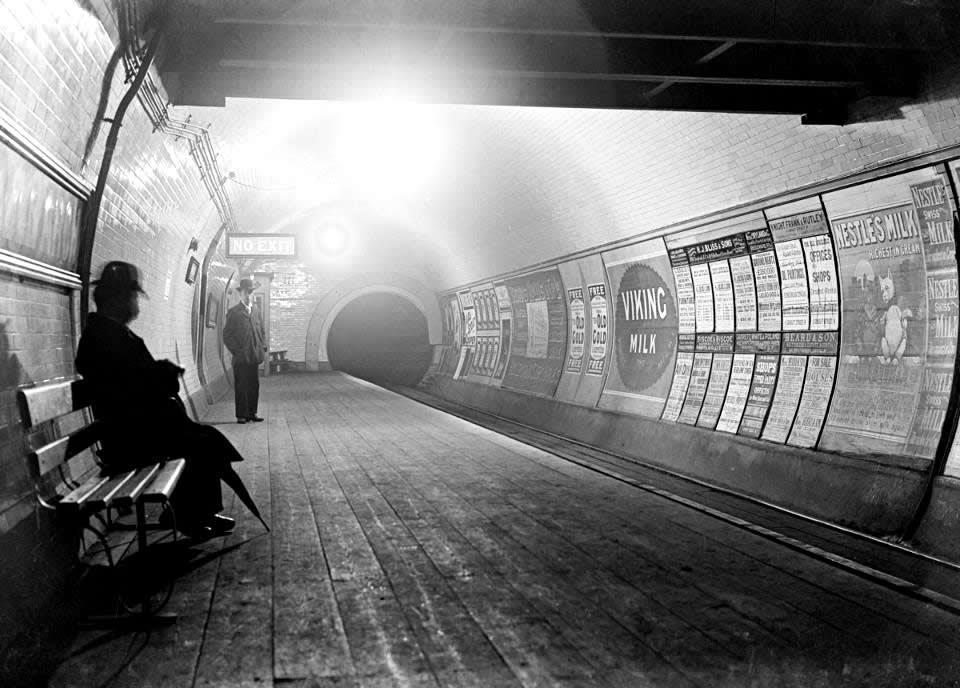
Station de métro Marble Arch (métro de Londres), c. 1900

L'histoire du métro de Londres a commencé au XIXe siècle avec la construction du Metropolitan Railway (chemin de fer métropolitain), le premier chemin de fer souterrain du monde. Le Metropolitan Railway, qui a ouvert en 1863 à l'aide de voitures en bois éclairées au gaz et tractées par des locomotives à vapeur, s'est associé avec le chemin de fer du District Railway pour compléter la Circle line de Londres en 1884. Les deux chemins de fer métropolitains s'étendant au bout du compte jusqu'à Verney Junction dans le Buckinghamshire, à plus de 80 km (50 milles) de Baker Street et du centre de Londres. La première ligne de métro en profondeur, la City and South London Railway, a été inaugurée en 1890 avec des trains électriques. Viennent ensuite le Waterloo & City Railway en 1898, le Central London Railway en 1900 et le Great Northern and City Railway en 1904. La Underground Electric Railways Company of London (UERL) est créée en 1902 pour financer l'électrification du District Railway. Ainsi que pour compléter et exploiter trois lignes de métro, la Baker Street and Waterloo Railway, la Charing Cross, Euston and Hampstead Railway et la Great Northern, Piccadilly and Brompton Railway, ouvertes en 1906–07. En 1907, les District and Metropolitan Railways avaient électrifié les sections souterraines de leurs lignes.

## Les premiers chemins de fer souterrains (1850–1905)

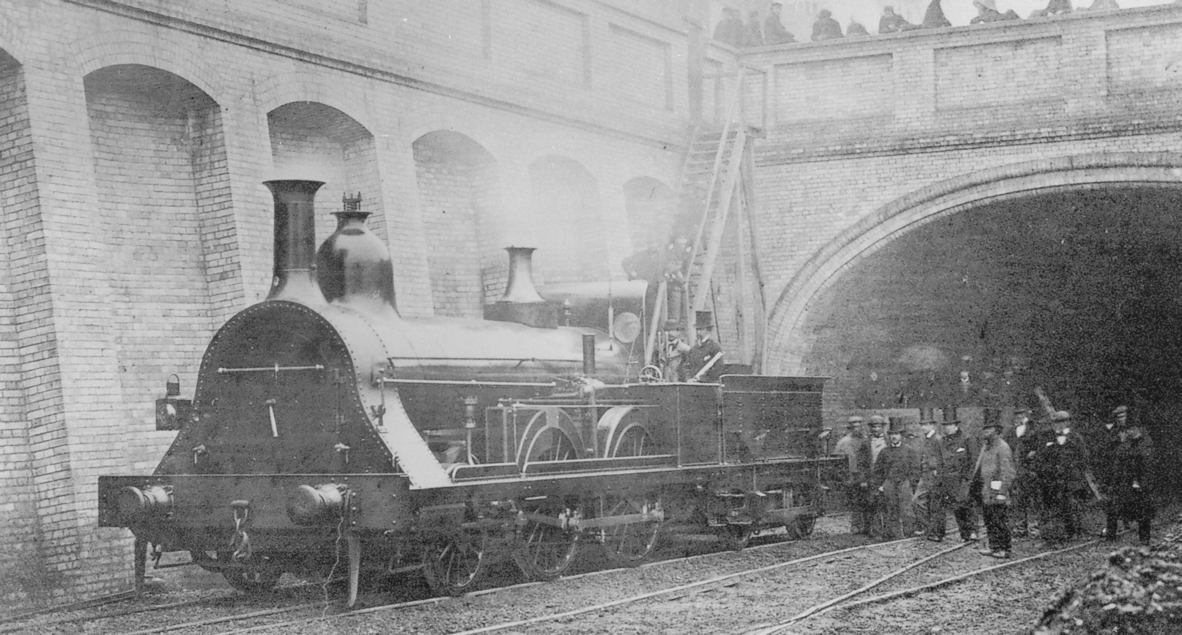
Fowler's Ghost était une locomotive à vapeur sans vapeur expérimentale conçue par John Fowler pour empêcher la fumée et la vapeur sous terre. Cela n’a pas été considéré comme un succès et des locomotives à vapeur à condensation ont été utilisées.

Dans la première moitié du XIXe siècle, Londres avait connu une forte croissance et l'augmentation du nombre de navetteurs arrivant chaque jour en train entraînait des encombrements, car des charrettes, des taxis et des omnibus remplissaient les routes. En 1850, il existait sept terminus de chemin de fer situés autour du centre urbain de Londres et le concept de métro qui reliait la Cité de Londres à ces gares avait été proposé pour la première fois dans les années 1830. Charles Pearson, avocat de la ville de Londres, fut l'un des principaux promoteurs de plusieurs projets, et il contribua à la création de la City Terminus Company pour la construction d'un tel chemin de fer de Farringdon à King's Cross en 1852. Bien que le plan ait été soutenu par la ville de Londres, les compagnies de chemin de fer n'étaient pas intéressées et la compagnie a eu du mal à aller de l'avant. En 1854, le Metropolitan Railway (ou "Met") obtint l'autorisation de construire une ligne de métro à un coût estimé à un million de livres'. Avec la guerre de Crimée en cours, le Met eut du mal à lever le capital, et la construction n'a pas commencé avant mars 1860. Le chemin de fer a été construit en utilisant principalement la méthode "cut-and-cover" de Paddington à King's Cross ; en tunnel à l'est de King's Cross, puis a suivi la rivière Fleet couverte dans une tranchée à ciel ouvert jusqu'au nouveau marché de la viande à Smithfield. Le chemin de fer de 6 km (3,75 milles) a ouvert au public le 10 janvier 1863, utilisant des locomotives à vapeur tirant des voitures en bois. Il a été salué comme un succès, transportant 38 000 passagers le jour de l'ouverture, empruntant des trains à d'autres chemins de fer pour compléter le service. Au cours des douze premiers mois, 9,5 millions de voyageurs ont été transportés et, au cours des deuxièmes douze mois, ce nombre est passé à 12 millions.
Le succès rapide du Met provoqua une vague de demandes au Parlement en 1863 pour de nouveaux chemins de fer à Londres, beaucoup se disputant des itinéraires similaires. La Chambre des lords mit en place une commission d'enquête parlementaire qui a recommandé la création d’un "circuit intérieur de chemin de fer qui devrait aboutir, sinon adhérer, à la quasi-totalité des principales terminus ferroviaires de la métropole". Les propositions d'extension du Met ont été acceptées et le comité a accepté une proposition selon laquelle une nouvelle société, le Metropolitan District Railway (communément appelée le District Railway), serait créée pour compléter le circuit,. Initialement, le District et le Met étaient étroitement associés et il était prévu qu'ils fusionnent. Le président du Met et trois autres administrateurs siégeaient au conseil du District, John Fowler était l'ingénieur des deux sociétés. Les travaux de construction des extensions ont été confiés en un contrat unique et le Met a initialement exploité tous les services. Aux prises avec des coûts de construction élevés, le niveau d'endettement du District signifiait que la fusion n'était plus attrayante pour le Met et que ses administrateurs démissionnaient du conseil d'administration du District. Pour améliorer ses finances, le District a résilié l'accord d'exploitation et a commencé à exploiter ses propres trains,. conflit entre le Met et le District et les frais de construction ont retardé la progression du cercle intérieur. En 1879, le Met souhaitant maintenant accéder au South Eastern Railway par le biais du East London Railway (ELR), une loi du Parlement a été obtenue pour compléter le cercle et le lien avec le ELR. Après une cérémonie d'ouverture officielle le 17 septembre et des essais en cours, un service complet de ligne circulaire a commencé le 6 octobre 1884.
Le Metropolitan Railway avait été prolongé peu de temps après son ouverture pour atteindre Hammersmith avec le Great Western Railway en 1864 et Richmond par les voies du London and South Western Railway (L&SWR) en 1877. Le Metropolitan & St John's Wood Railway a ouvert comme une branche à voie unique de Baker Street à Swiss Cottage, et ce qui allait devenir la route la plus importante de la Met comme il est étendu au nord dans la campagne de Middlesex, où il a stimulé le développement de nouvelles banlieues. Harrow a été atteinte en 1880 et la ligne s’est finalement étendue jusqu’à Verney Junction dans le Buckinghamshire, à plus de 50 milles (80,4672 kilomètres) de Baker Street et du centre de Londres. À partir de la fin du XIXe siècle, le chemin de fer partageait la même voie que le Great Central Railway qui partait de Marylebone.
En 1871, lorsque le District commença à exploiter ses propres trains, le chemin de fer s'était étendu à West Brompton et à un terminus à Mansion House. Hammersmith a été éteindre depuis Earl's Court et les services ont été fournis à Richmond, Ealing, Hounslow et Wimbledon. Dans le cadre du projet qui achève la ligne Circle en octobre 1884, le District commence à desservir Whitechapel. À la suite de l’agrandissement, en 1898, 550 trains étaient exploités quotidiennement. Les services ont commencé à desservir Upminster en 1902, après la construction d’une liaison avec le London, Tilbury & Southend Railway.

## Chemins de fer souterrains électriques (1900-1908)

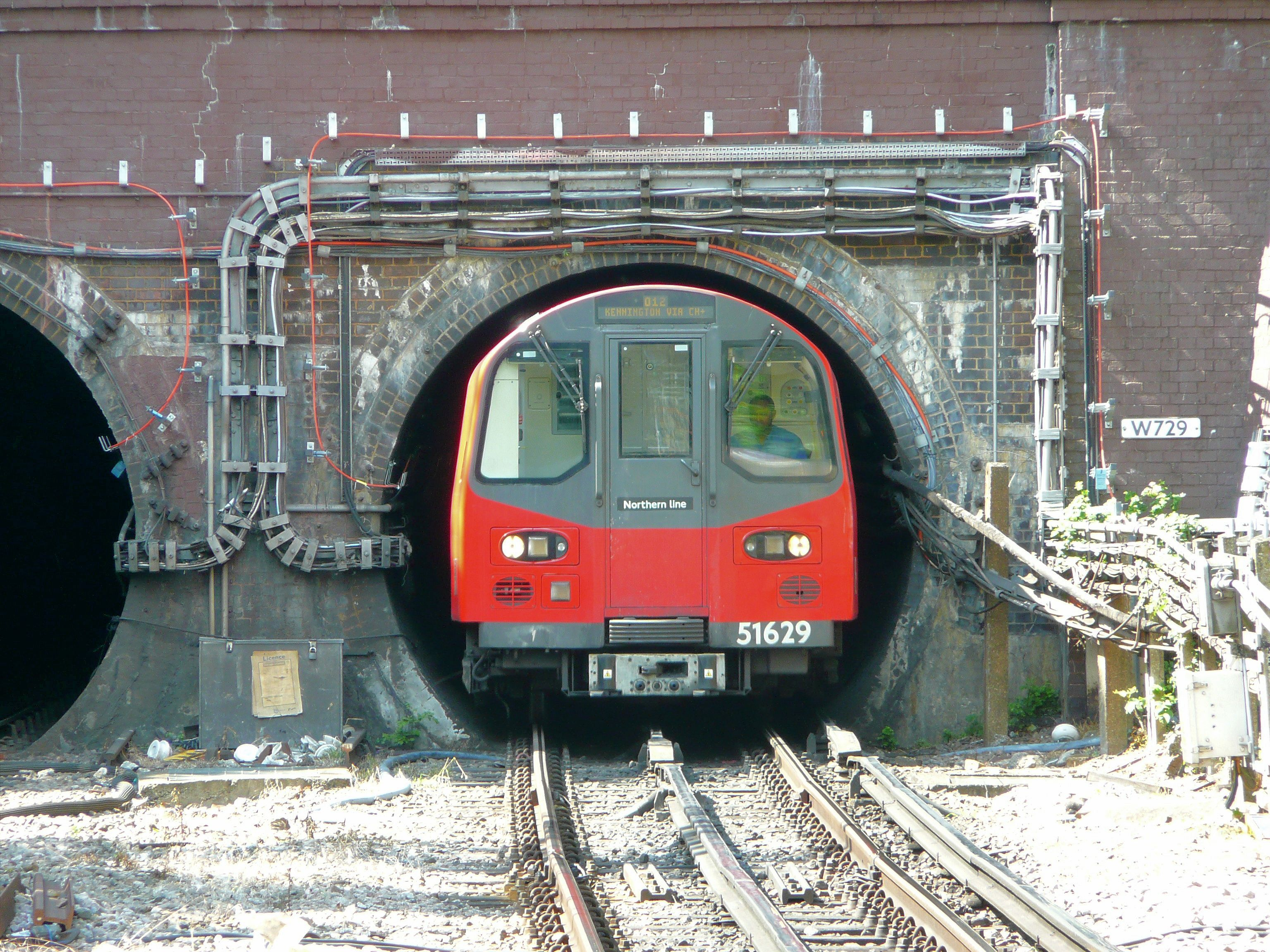
La Central line a ouvert comme le "Twopenny tube" en 1900. Un train Northern Line quitte un tunnel juste au nord de la station Hendon Central.

En 1869, un passage fut creusé à travers l'argile de Londres sous la Tamise entre Great Tower Hill et les escaliers Pickle Herring près de Vine Street (aujourd'hui Vine Lane). Un tunnel circulaire de 7 pieds (2,1 m) de diametre a été creusé 1 340 pieds (410 m), utilisant un tunnelier en fer forgé, une méthode brevetée en 1864 par Peter William Barlow. Un chemin de fer fut construit dans le tunnel et, à partir d'août 1870, une voiture en bois transporta les passagers d'un côté à l'autre. Cela n’était pas rentable et la société a fait faillite à la fin de l’année et le tunnel a été converti pour une utilisation piétonnière et est devenu le Tower Subway. La construction du City and South London Railway (C&SLR) a été lancée en 1886 par James Henry Greathead en utilisant un développement du bouclier de Barlow. Deux 10 pieds et 2 inches (3,10 m) des tunnels circulaires ont été creusés entre King William Street (à proximité de la station actuelle de Monument) et Elephant and Castle. De Elephant and Castle, les tunnels étaient un peu plus grands de 10 pieds et 6 inches (3,20 m) à Stockwell. C’était un legs de l’intention initiale de transporter les trains par câble. Les tunnels ont été creusés sous les routes pour éviter la nécessité d'un accord avec les propriétaires de biens immobiliers en surface. L'intention initiale de transporter les trains par câble s'est transformée en énergie électrique lorsque la compagnie de câble a fait faillite. Un troisième rail conducteur sous tension avec +500 volts CC du troisième rail conducteur pour le tunnel en direction nord et -500 volts destinés à la voie sud, placés entre les rails de roulement, bien que décalés par rapport à l'axe central, alimentaient les locomotives électriques qui transportaient les chariots. Les wagons étaient équipés de petites fenêtres et, par conséquent, étaient surnommés des cellules matelassées. En 1907, le C&SLR s'étendait des deux côtés, du sud à Clapham Common et du nord à Euston.
En 1898, le Waterloo & City Railway fut ouvert entre le terminus de London & South Western Railway à la gare de Waterloo et une gare à la Cité. Opérée par le L & SWR, la ligne électrifiée courte utilisait des trains unités électriques multiples pour quatre voitures. Deux tunnels de 11 pieds et 8 1/4 inches (3 562 m) de diamètre ont été creusés sous les routes entre Shepherd's Bush et la banque du Central London Railway (CLR). En 1900, il ouvrit un tarif fixe de 2d (environ 
91 p aujourd'hui) devint connu sous le nom de "Twopenny tube" et transportait à la fin de l'année près de 15 millions de passagers. Initialement, les locomotives électriques tiraient des chariots, mais les locomotives lourdes ont provoqué des vibrations pouvant être ressenties à la surface. En 1902–03, les chariots ont été transformés en plusieurs unités à l'aide d'un système de contrôle mis au point par Frank Sprague à Chicago. Le CLR a été étendu à Wood Lane (près de White City) en 1908 et à Liverpool Street en 1912. Le Great Northern & City Railway a été construit pour prendre les trains principaux du Great Northern Railway (GNR) à Finsbury Park jusqu'à la ville. à un terminus à Moorgate. Cependant, la GNR refusant la permission aux trains d'utiliser sa gare de Finsbury Park, des quais furent donc construits sous la gare et le service public sur la ligne, utilisant des unités multiples électriques, commença en 1904.

### Électrification des lignes District et Metropolitan

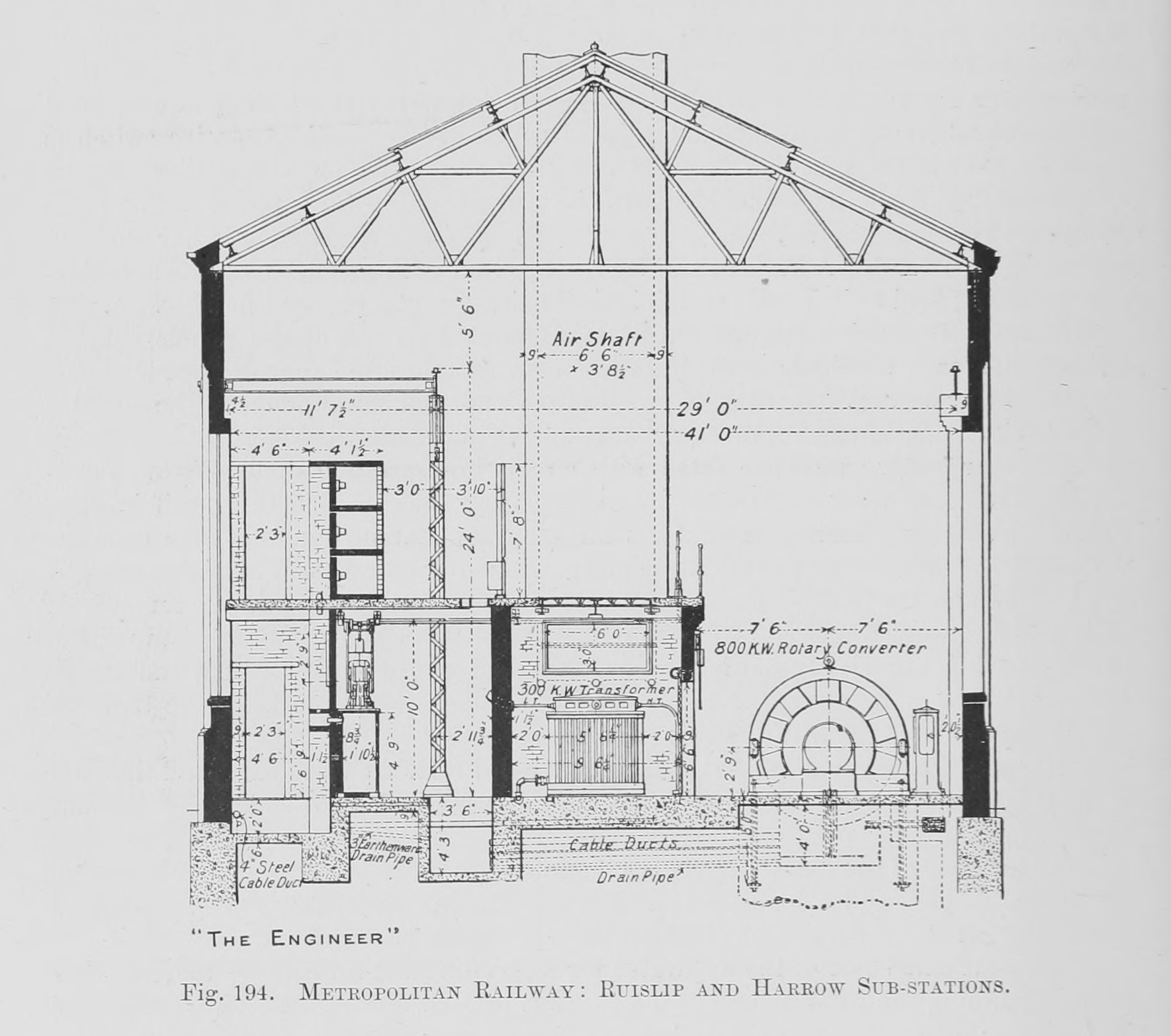
Électrification – Dessin de 1907 du Metropolitan Railway – des sous-stations Ruislip et Harrow

Sur les chemins de fer de District et Metropolitan, l’utilisation de locomotives à vapeur a conduit à des gares remplies de fumée et à des wagons impopulaires auprès des passagers et l’électrification était considérée comme la voie à suivre.  La traction électrique en était encore à ses balbutiements et un accord serait nécessaire entre les deux sociétés en raison de la propriété partagée du cercle restreint. En 1901, un comité mixte Metropolitan et du district a recommandé la Ganz triphasé CA système avec des fils aériens. Initialement, cela a été accepté par les deux parties  jusqu'à ce que le District trouve un investisseur, l'américain Charles Yerkes, chargé de financer la mise à niveau. Yerkes a récolté £1 million (1901 livres ajustés par inflation sont £107 millions) et a bientôt pris le contrôle du District Railway. Ses expériences aux États-Unis l'ont amené à préférer la CC à celui utilisé sur les chemins de fer City & South London et Central London Railway. Le chemin de fer métropolitain a protesté contre le changement de plan, mais le système à courant continu a été adopté après un arbitrage par la Commission du Commerce.

## Intégration (1902-1933)

### Underground Electric Railways Company of London

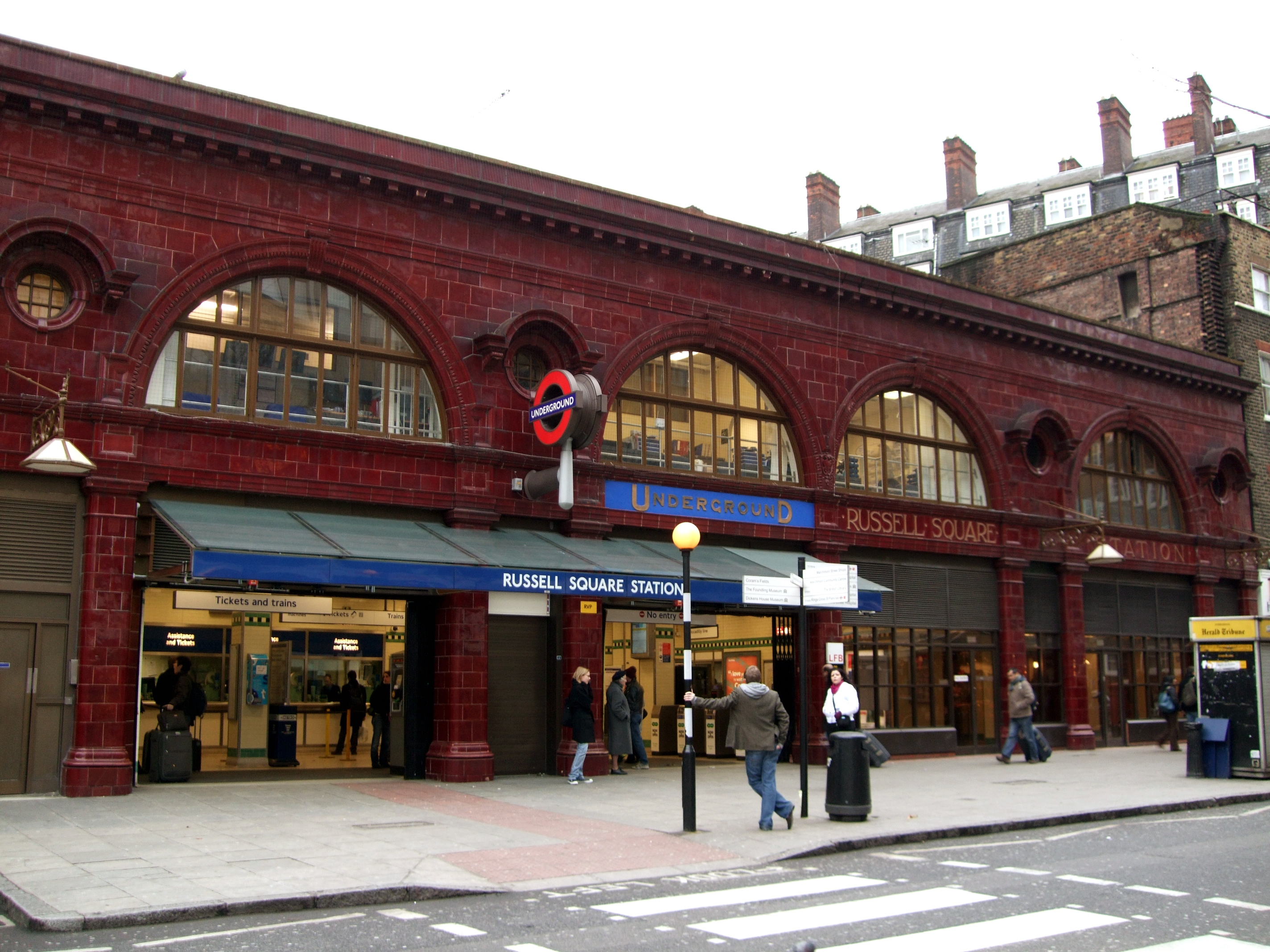
Station Russell Square, exemple du design de Leslie Green utilisé pour les stations UERL

Les Charing Cross, Euston et Hampstead Railway, ont été autorisés de Charing Cross à Hampstead et Highgate en 1893, mais n’avaient pas trouvé de soutien financier. Yerkes a acheté les droits en 1900 et a obtenu une nouvelle approbation pour une succursale de Camden Town à Golders Green. Le Baker Street and Waterloo Railway avaient été autorisés à se rendre de Baker Street à la gare de Waterloo. Les travaux ont commencé en 1898 et les extensions de la gare de Paddington et de la station Elephant & Castle ont été autorisées en 1900, mais ont été interrompues par l'effondrement de leurs bailleurs de fonds en 1901. Yerkes a acheté les droits de ce chemin de fer en 1902. District avait été autorisé par obtenir un tube de grande profondeur dans Earl's Court à Mansion House et, en 1898, il avait acheté le Brompton and Piccadilly Circus Railway qui autorisait un tube allant de South Kensington à Piccadilly Circus. Les plans du District ont été combinés par Yerkes avec ceux du Great Northern and Strand Railway, un métro permettant de construire une ligne entre Strand et Finsbury Park afin de créer le Great Northern, Piccadilly and Brompton Railway. En avril 1902, la Underground Electric Railways Company of London (UERL) est créée, sous la présidence de Yerkes, pour contrôler ces entreprises et gérer les travaux prévus.
Le 8 juin 1902, l'UERL reprend la Metropolitan District Traction Company. L’UERL a construit une grande centrale capable de fournir de l’énergie au District et aux lignes souterraines en construction. Les travaux ont commencé en 1902 à Lots Road, près de Chelsea Creek, et en février 1905, l'usine électrique de Lots Road a commencé à produire de l'électricité. Pour les trois lignes, des unités électriques multiples similaires ont été achetées, connues sous le nom de "Gate Stock", car l'accès aux voitures se faisait par des portes en treillis à chaque extrémité gérées par des gatemen. Comme sur le chemin de fer de district, la voie était dotée de rails conducteurs positifs et négatifs séparés, ce qui allait devenir une norme du métro de Londres. Un certain nombre de bâtiments de surface, avec un extérieur en briques émaillées rouge foncé, ont été conçus par Leslie Green et 140 ascenseurs électriques ont été importés d'Amérique de la société Otis Elevator Company. Un tronçon du Baker Street & Waterloo entre Baker Street et Kennington Road (aujourd'hui Lambeth North) a été ouvert en mars 1906 et la ligne a atteint Edgware Road l'année suivante. Il a été nommé le "Bakerloo" en juillet 1906, appelé "titre de gouttière" indigne par The Railway Magazine. Le Great Northern, Piccadilly & Brompton Railway (le Piccadilly) a ouvert ses portes de Finsbury Park à Hammersmith en décembre 1906, la branche d'Aldwych étant l'année suivante. Des "escaliers mobiles" ou des escaliers mécaniques ont d'abord été installés à Earl's Court entre les plates-formes District et Piccadilly, ainsi que dans toutes les stations de métro à niveau profond après 1912  La dernière, la Charing Cross, Euston & Hampstead (Hampstead) ouvert en 1907, il reliait Charing Cross à Camden Town avant de se scinder en deux branches allant de Golders Green à Highgate (aujourd'hui Archway).

### Métro de Londres

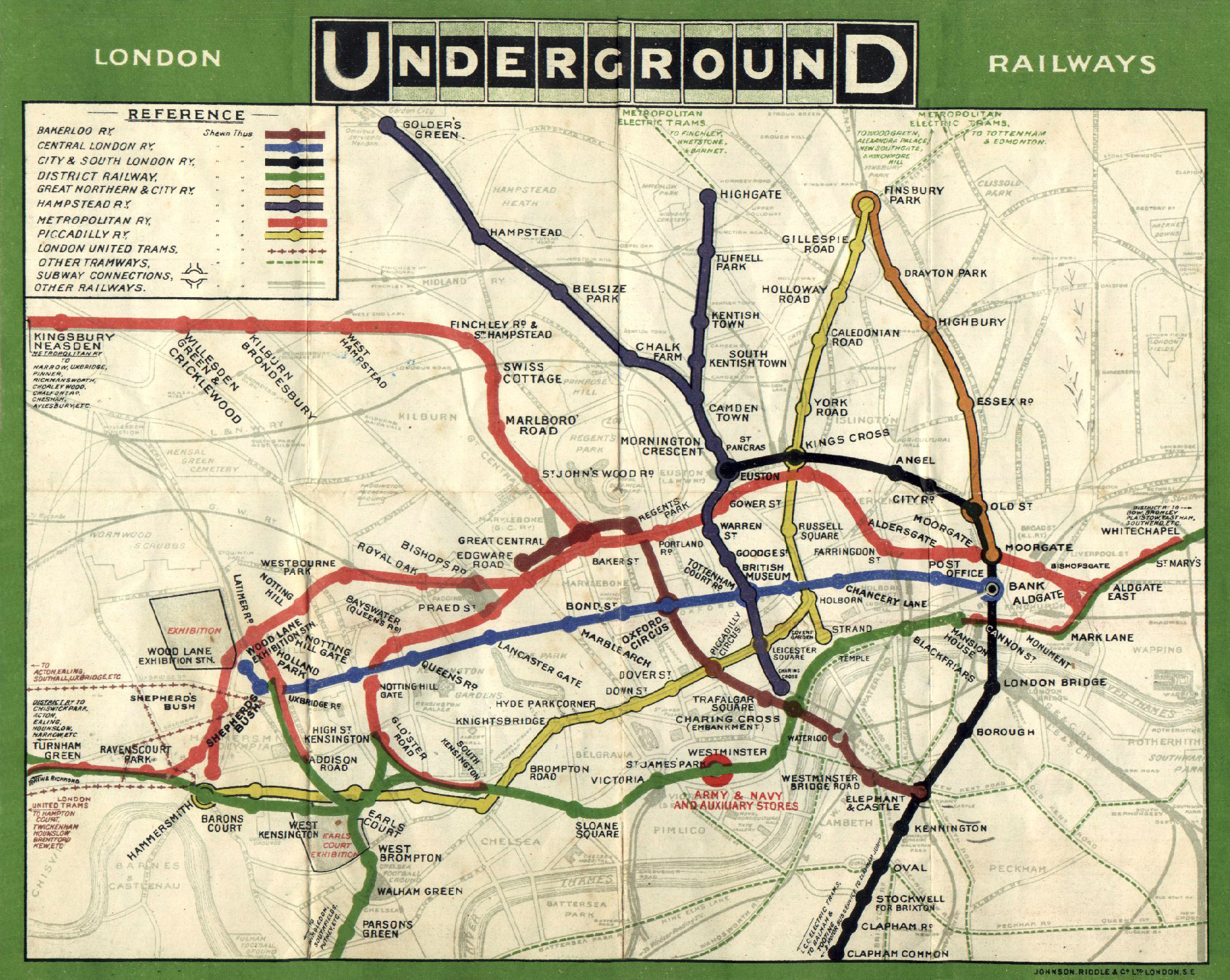
Le plan joint publié en 1908.

Afin de promouvoir le transport en métro à Londres, un accord de marketing conjoint comprenant des cartes, une publicité commune et la billetterie a été conclu. Les panneaux UNDERGROUND étaient utilisés à l’extérieur des gares du centre de Londres. L'UERL a acquis des sociétés de bus et de tramways à Londres en 1912 et, l'année suivante, City and South London et Central London Railway ont rejoint la société. Cette année-là le Great Northern & City fut repris par le Met. Les propositions de fusion avec le groupe souterrain ont été rejetées par le Metropolitan, un communiqué de presse de novembre 1912 soulignant ses intérêts dans les zones situées à l'extérieur de Londres, ses relations avec les grandes lignes et ses activités de fret. La coordination sous la forme d’une conférence des directeurs généraux s’estompée après le retrait du Metropolitan en 1911 lorsque le Central London Railway, sans aucune référence à la conférence, fixa les prix de ses billets à la baisse de manière significative par rapport à ceux des itinéraires concurrentiels du Met. L’UERL a introduit les panneaux de nom de station avec un disque rouge et une barre bleue et le Met a répondu par des panneaux de station affichant une barre bleue sur un losange rouge.
En 1913, la ligne Bakerloo atteignit Paddington et l'année suivante, la ligne Hampstead fut étendue au sud de son terminus de Charing Cross pour devenir une station d'échange agrandie (actuellement appelée comme Embankment) avec les lignes Bakerloo et District. La ligne Bakerloo a été prolongée au nord de Queen's Park pour rejoindre la nouvelle ligne électrique de la London & North Western Railway, reliant Euston à Watford Junction. Le début de la Première Guerre mondiale en 1914, retarda la construction, les trains atteignant Queen's Park en 1915 et Watford Junction en 1917. Une extension de la ligne centrale ouest vers Ealing a été commencée en 1913 et, également retardée par la guerre, achevée en 1920. La guerre entraîna une croissance du trafic et une pénurie d'hommes. Les femmes furent donc recrutées en remplacement temporaire des emplois traditionnels des hommes, tels que gardes, employés de bureau, peintres et nettoyeurs. Londres a connu ses premiers raids aériens en 1915, et les stations de métro ont été utilisées comme abris anti-bombes .

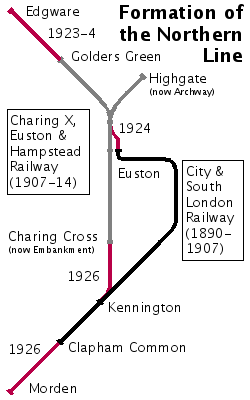
Il y avait une expansion majeure de ce qui allait devenir la Northern line dans les années 1920

Après la guerre, de nouveaux trains ont été achetés pour circuler sur les lignes Metropolitan, District, Bakerloo et Piccadilly, les trains de Piccadilly étant dotés de portes coulissantes à commande pneumatique. Dans les années 1920, tirant parti des garanties financières garanties par le gouvernement pour des projets d'immobilisations favorisant l'emploi, il exista des extensions majeures des lignes City & South London et Hampstead. Les tunnels du City and South London Railway ont été reconstruits pour avoir le même diamètre que les autres tubes, et s'étendent au nord d'Euston jusqu'à un point de jonction avec la ligne Hampstead à Camden Town et au sud de Morden. La ligne Hampstead a été étendue au nord de Golders Green à Edgware et au sud jusqu'à une autre jonction avec la City & South London à Kennington, cette ouverture a eu lieu en 1926 Bien que reliées physiquement, les lignes étaient toujours officiellement nommées City Railway et Hampstead. & Ligne Highgate. Les lignes devaient s'appeler Edgware, Highgate and Morden et Morden-Edgware jusqu'à ce qu'elle soit rebaptisée ligne du Nord en 1937. Au cours des années 1920 également, le stock d'origine de portes de tubes fut remplacé par 1 460 voitures Stock Standard avec des portes coulissantes pneumatiques, à l’exception de la ligne centrale où les voitures ont été remises à neuf. Les stations occupées du centre de Londres ont été modernisées avec des escaliers mécaniques remplaçant les ascenseurs.
Contrairement aux autres compagnies de chemin de fer de la région de London, le Met a pu développer des terrains pour le logement. Après la Première Guerre mondiale, ils ont promu des lotissements à proximité de la voie ferrée avec la marque "Metro-land" et neuf lotissements ont été construits à proximité des gares situées sur la ligne. Profitant des garanties du Trésor, l'électrification a été étendue de Harrow à Rickmansworth au nord et une petite succursale a été ouverte de Rickmansworth à Watford en 1925. Dans les années 1920, des locomotives électriques et à vapeur plus puissantes ont été achetées et les gares de Metropolitan Railway ont été redessinées par leur architecte Charles W Clark.
Avec un financement garanti par le gouvernement, les lignes Piccadilly et Metropolitan ont été étendues au début des années 1930 . Le Metropolitan a ouvert une ligne allant de Wembley Park à Stanmore tandis que la ligne Piccadilly devait s’étendre au nord de Finsbury Park à Cockfosters et à l’ouest de Hammersmith et prendre en charge les lignes District District Harrow et Hounslow. Plusieurs stations ont été reconstruites dans un style moderniste influencé ou conçu par Charles Holden qui les a appelées ses « boîtes à briques avec des couvercles en béton ». Les trains de la ligne Piccadilly ont repris le service de District vers South Harrow en 1932 pour atteindre Uxbridge l’année suivante. trains Piccadilly ont atteint Cockfosters et Hounslow West en 1933, bien que les services de ligne de District jusqu'à Hounslow aient continué jusqu'à 1964.

## London Passenger Transport Board (1933-1947)
En 1933, le plan du métro schématique de Harry Beck est apparue pour la première fois. Le 1 er juillet 1933, le London Passenger Transport Board (LPTB) est créé en tant que société publique et le Metropolitan, les métros UERL, les sociétés de tramways et les opérateurs de bus sont fusionnés en un seul organisme. Sur l'ancienne Metropolitan Railway, la branche Brill a été fermée en 1935, puis la ligne reliant Quainton Road à Verney Junction en 1936. Il a été proposé d'électrifier à Amersham avec des voies supplémentaires de Harrow à Rickmansworth et de prolonger la ligne Bakerloo jusqu'à Stanmore. soulager le goulet d’étranglement sur le Metropolitan de Baker Street à Finchley. Avant le début des travaux sur le Met, le programme de nouvelles œuvres pour 1935-1940 était annoncé. Cela incluait l’extension de la ligne centrale jusqu’à Stratford, puis jusqu’à Epping et Ongar et la ligne nord devait être étendue au nord jusqu’à High Barnet, à Alexandra Palace et à Bushey Heath puis reliée au chemin de fer isolé Great Northern & City, rebaptisé Northern Line, qui devait être étendu au-delà de Finsbury Park pour se connecter à Highgate.

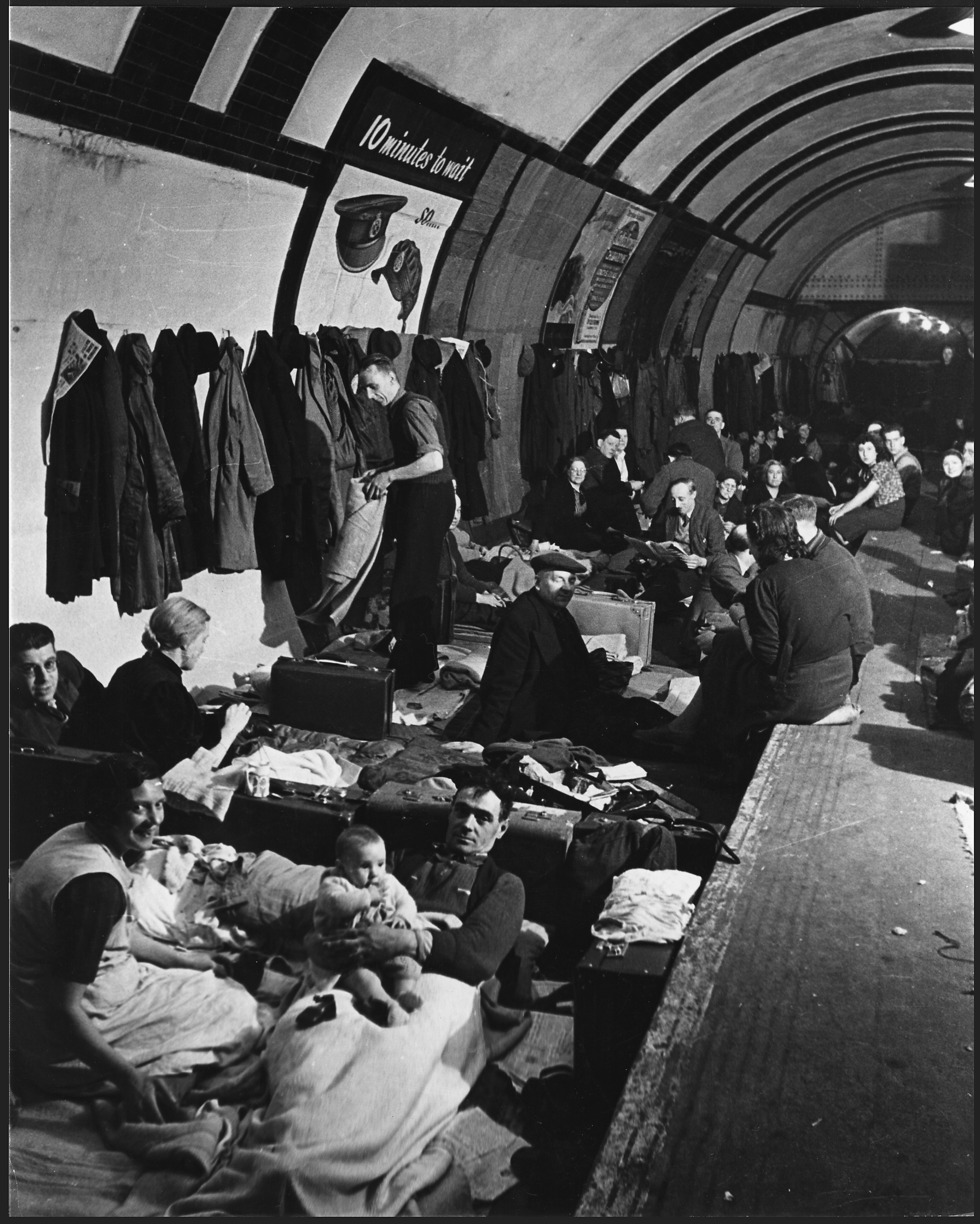
Une station de métro servant d'abri anti-aérien

De nouveaux trains ont été livrés avant le début de la Seconde Guerre mondiale en 1939, comprenant 573 voitures pour les lignes District et Metropolitan et 1 121 voitures nouvelles (1938 Stock) pour les lignes de métro. À la suite du déclenchement de la guerre, les services sur la ligne nord entre Strand (aujourd'hui Charing Cross) et Kennington ont été suspendus, les tunnels sous la Tamise étant bloqués pour se protéger des inondations. Les voitures Metropolitan Pullman ont été placées dans un magasin et la première classe a été retirée des services du métro de Londres. Le New Works Programme s’est poursuivi, quoique à un rythme réduit, en novembre 1939, lorsque la ligne Bakerloo a repris l’agence Stanmore du Metropolitan. La ligne nord a atteint Mill Hill East en mai 1941, mais les autres extensions de la ligne nord et centrale ont été suspendues. Les bombardements de Londres et en particulier du Blitz ont entraîné l'utilisation de nombreuses stations de métro comme abris anti-aériens, avec 175 000 personnes y arrivent chaque nuit en août 1940, et en mars 1943, 173 personnes sont mortes dans un écrasement de foule à la station inachevée de Bethnal Green. Dans les années 1940, un dépôt construit pour l’extension de la ligne nord et une partie inachevée de l’extension de la ligne centrale, la section souterraine entre Newbury Park et Leytonstone, ont été transformés en usine d’aéronefs. La station fermée de Brompton Road était utilisée comme salle de contrôle anti-aérienne. Winston Churchill et le Cabinet de guerre et le Comité d'urgence des chemins de fer ont utilisé la station fermée de Down Street.
Avant la guerre, le centre des expositions Olympia était desservi par la ligne Metropolitan et par un service entre Earl's Court et Willesden Junction .  Après le bombardement de 1940, les services de transport de passagers sur la West London Line ont été suspendus. Cela a laissé le centre des expositions sans service ferroviaire, ainsi après la guerre, la station a été rebaptisée Kensington (Olympia) et desservie par une navette de District line allant de Earl's Court. Les extensions de la ligne centrale à l'est et à l'ouest de Londres ont été achevées, des trains à tube allant jusqu'à Epping à partir de 1949.

## Nationalisation (1947-2000)
Les chemins de fer britanniques ont été nationalisés le 1er janvier 1948 et London Transport a été placé sous l'autorité de la British Transport Commission (BTC). La BTC a donné la priorité à la reconstruction des lignes principales sur la maintenance du métro et la plupart des plans inachevés du programme de nouveaux travaux pour 1935-1940 ont été suspendus ou reportés. Pour les lignes de tubes, de nouvelles voitures (1949 Stock) ont été construites pour fonctionner avec le stock de 1938. Certains wagons de la District line avaient besoin d'être remplacés et, en 1953, un train en aluminium non peint (R Stock) est entré en service, ce qui est devenu la norme pour les nouveaux trains et a été suivi par le 1959 stock. Après des expériences avec un léger diesel AEC unité multiple en 1952, trains à vapeur ont été retirés de la ligne centrale suivant l'électrification de la section Epping-Ongar en 1957.

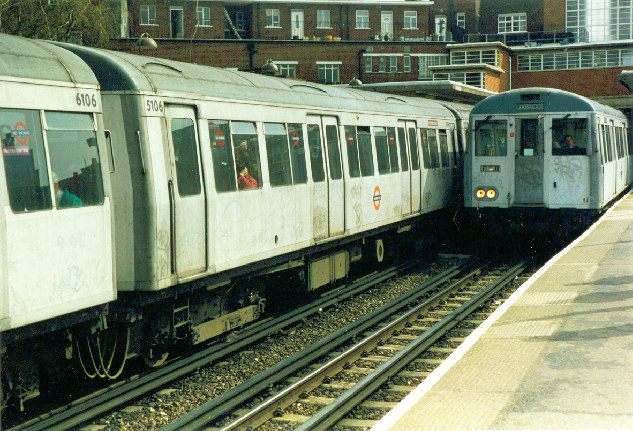
Au début des années 1960, le rame A Stock d'aluminium non peint a repris la Metropolitan line de Baker Street à Uxbridge, Watford et Amersham.

Entre 1963 et 1970, London Transport relevait directement du ministre des Transports, avant que le contrôle ne soit transféré au Greater London Council. Les travaux d'électrification de la ligne Metropolitan, suspendus en raison de la guerre, avaient repris en 1959. La ligne était électrifiée à Amersham et l'aluminium non peint (A Stock) remplaçait les trains à vapeur, British Rail fournissant des services pour l'ancien stations de la Metropolitan line entre Amersham et Aylesbury.
Un rapport de 1949 recommandait la Victoria line car elle réduirait la congestion sur les autres lignes. Après quelques tunnels expérimentaux en 1959, la construction a commencé en 1963 et, contrairement aux tubes précédents, les tunnels n’avaient pas à suivre les routes ci-dessus. La ligne avait à l’origine été approuvée pour relier Walthamstow à la gare de Victoria, l’extension jusqu’à Brixton étant autorisée ultérieurement. Dans le cadre des travaux, la station Oxford Circus a été reconstruite pour permettre l’échange avec les lignes Central et Bakerloo. Des échangeurs de plates-formes croisées ont été construits à Euston, Highbury & Islington et Finsbury Park. Après les trains allant de Walthamstow, d' abord à Finsbury Park puis à Warren Street en 1968, la ligne de Victoria a été officiellement ouvert en mars 1969. L'extension à Brixton ouvert en 1971. Conçu pour l'opération automatique de train, l’accès aux plates-formes se faisait par l’utilisation de tickets à codage magnétique collectés par des portes automatiques.
L'accident du métro de Moorgate a eu lieu le 28 février 1975 sur la ligne isolée Northern City Line lorsqu'un train en direction du sud n'a pas réussi à s'arrêter au terminus de Moorgate et s'est écrasé contre le mur à l'extrémité du tunnel, faisant quarante morts. Aucune anomalie n’a été constatée concernant l’équipement du train, le rapport a révélé que les preuves étaient insuffisantes pour en déterminer la cause. À la suite de l'incident, un système qui arrête automatiquement un train si le conducteur ne parvient pas à freiner a été introduit dans des impasses dans le métro de Londres. La Northern City Line était reliée aux voies ferrées britanniques de Finsbury Park dans les années 1970. Le dernier train a fonctionné en octobre 1975 et les chemins de fer britanniques ont commencé en 1976. En 1977, la ligne Piccadilly a été prolongée de Hounslow à l'aéroport d'Heathrow et, en 1986, une plate-forme desservant le terminal 4 a été ouverte sur une ligne en boucle.
La ligne de flotte traversant le centre de Londres a été proposée pour la première fois en 1965, prenant le contrôle de l’agence Stanmore de la ligne Bakerloo située à Baker Street, puis passant par Fleet Street à Lewisham. Pour simplifier la planification, la construction a été divisée en étapes. La première étape, de Baker Street à Charing Cross, avait obtenu toutes les autorisations nécessaires en 1971. travaux ont commencé l'année suivante et la construction du tunnel a été achevée en 1976. Après la ligne avait été renommée la Jubilee line en l'honneur du Jubilé d'argent de la reine Élisabeth II en 1977. La ligne a été ouverte en avril 1979 à l'aide de trains circulant sur la ligne Bakerloo.
En 1981, le Greater London Council (GLC) a lancé le programme « Fares Fair », un système de zones tarifaires pour les bus et les métros, qui permet de réduire le tarif moyen de 32%. Cela a été contesté devant les tribunaux, le GLC a perdu et les tarifs ont doublé en 1982. Les zones tarifaires ont été conservées et les tarifs ont légèrement baissé l'année suivante. En 1983, la Travelcard autorisait les déplacements dans les zones spécifiées à bord d’autobus et de métros. Elle a été suivie à Capitalcard en 1985, qui comprenait les services de la British Rail. En 1984, le contrôle des bus londoniens et du métro londonien passait à London Regional Transport (LRT), qui relevait directement du secrétaire d'État aux Transports.
Au début des années 1980, les trains d’avant-guerre avaient été remplacés par de nouveaux trains en aluminium non peints. Une opération par personne avait été prévue en 1968, mais des conflits avec les syndicats ont retardé l’introduction. Les lignes Metropolitan, East London, District et Circle ont été converties en 1985-1986, les lignes Piccadilly, Jubilee et Bakerloo ayant été converties en 1987-1988. L’opération « One Person » a été introduite sur les lignes centrale et nord après avoir reçu de nouveaux trains au début des années 1990.
En novembre 1987, l'incendie de King's Cross a tué 31 personnes. Une allumette a mis le feu à un escalier mécanique en bois. Dans le rapport qui a suivi, le métro de Londres a été vivement critiqué pour son attitude face aux incendies et sa publication a entraîné la démission de la direction de London Underground et du London Regional Transport et l'introduction de nouvelles règles de sécurité contre incendies. Un Code de bonnes pratiques en matière de sécurité incendie a été élaboré pour le matériel roulant, ce qui a entraîné une rénovation interne des trains, notamment le remplacement des panneaux intérieurs et l’aménagement ou l’amélioration des systèmes de sonorisation.
Dans le même temps, l’extérieur des trains était peint, car il était difficile d’éliminer les graffitis sur de l’aluminium non peint. Les premiers trains remis à neuf ont été présentés aux médias en septembre 1989 et le projet lancé en juillet 1991. En 1994, le TLR a pris le contrôle de la ligne Waterloo et City. La branche Epping – Ongar de la ligne centrale et la branche Aldwych de la ligne Piccadilly ont été fermées la même année. Des options ont été envisagées pour relier les Docklands au centre de Londres et une extension de la ligne Jubilee vers Stratford a été choisie. Approuvés en 1993, les gares ont été construites pour être entièrement accessibles et avec des portes latérales. London Transport a fait pression pour que la ligne soit ouverte à temps pour l’ouverture du Dôme du Millénaire le 1er janvier 2000 et l’extension ouverte par étapes de Stratford, à partir du 22 novembre 1999, date de la fermeture du terminus de Charing Cross.

## Transport for London (à partir de 2000)
Transport for London (TfL) a été créé en 2000 dans le cadre de la Autorité du Grand Londres par le Greater London Authority Act 1999.

### Partenariat public-privé
En 1999, avant que le contrôle ne soit passé à TfL, le métro de Londres a été scindé en deux pour permettre la mise en place d'un partenariat public-privé (PPP). Ce dernier est resté une société publique exploitant les trains, tandis que des sociétés privées ont été chargées de la modernisation du chemin de fer. Trois paquets de franchises de 30 ans ont été établis, couvrant les lignes Jubilee, Northern et Piccadilly (JNP), les lignes Bakerloo, Central, Victoria et Waterloo et City (BCV) et les lignes souterraines, Metropolitan, District, Circle, Lignes East London et Hammersmith & City (SSL). En 2003, les contrats BCV et SSL ont été remportés par Metronet (un consortium composé de Balfour Beatty, WS Atkins, Bombardier, EDF Energy et Thames Water), tandis que JNP a été remporté par Tube Lines ; on les appelait les "infracos" (compagnies d’infrastructure). En 2000, le contrôle général du système a été transféré à TfL, qui s’était opposée à cet arrangement. Metronet est entré en administration en 2007, et TfL a repris ses responsabilités. TfL a également repris les lignes de tubes en 2010.
Le maire de Londres, Ken Livingstone, était sceptique quant à l'aspect pratique du plan de PPP et a nommé l'américain Bob Kiley au poste de commissaire aux transports de Londres pour réitérer son succès avec le métro de New York en utilisant un financement obligataire public,. En prenant ses fonctions en 2000 en tant que premier maire élu de Londres, il était difficile pour Livingstone de bloquer le processus de PPP, qui était entièrement entre les mains du gouvernement national, ce dernier étant toujours la propriété de London Underground, qui n'était transféré au contrôle local qu'en juillet 2003. Kiley a été limogé du conseil d'administration de London Regional Transport (dont il était président) en 2001 après avoir tenté de bloquer le programme de PPP. Livingstone a lancé une action en justice, mais l'a finalement abandonnée car il était peu probable qu'il réussisse et Tube Lines et Metronet ont conclu leurs contrats en décembre 2002 et mars 2003, respectivement. Il a été révélé par la suite que la contestation judiciaire avait coûté directement 4,2 millions de livres sterling, ainsi que 36 millions de livres sterling remboursés aux soumissionnaires pour les coûts exposés en raison du retard de six mois. En avril 2005, TfL avait critiqué Metronet pour avoir confié à ses actionnaires des travaux de construction d'immobilisations, tandis que Tube Lines, qui avait fait appel à la concurrence de ses travaux, obtenait de bien meilleurs résultats. TfL a également déclaré que les nouvelles technologies promises par Metronet n'avaient pas encore été vues - "Nous étions censés acquérir une expertise et une technologie du secteur privé avec le PPP (partenariat public-privé), mais au lieu de cela, ils utilisent simplement le même vieux kit".

### Histoire récente

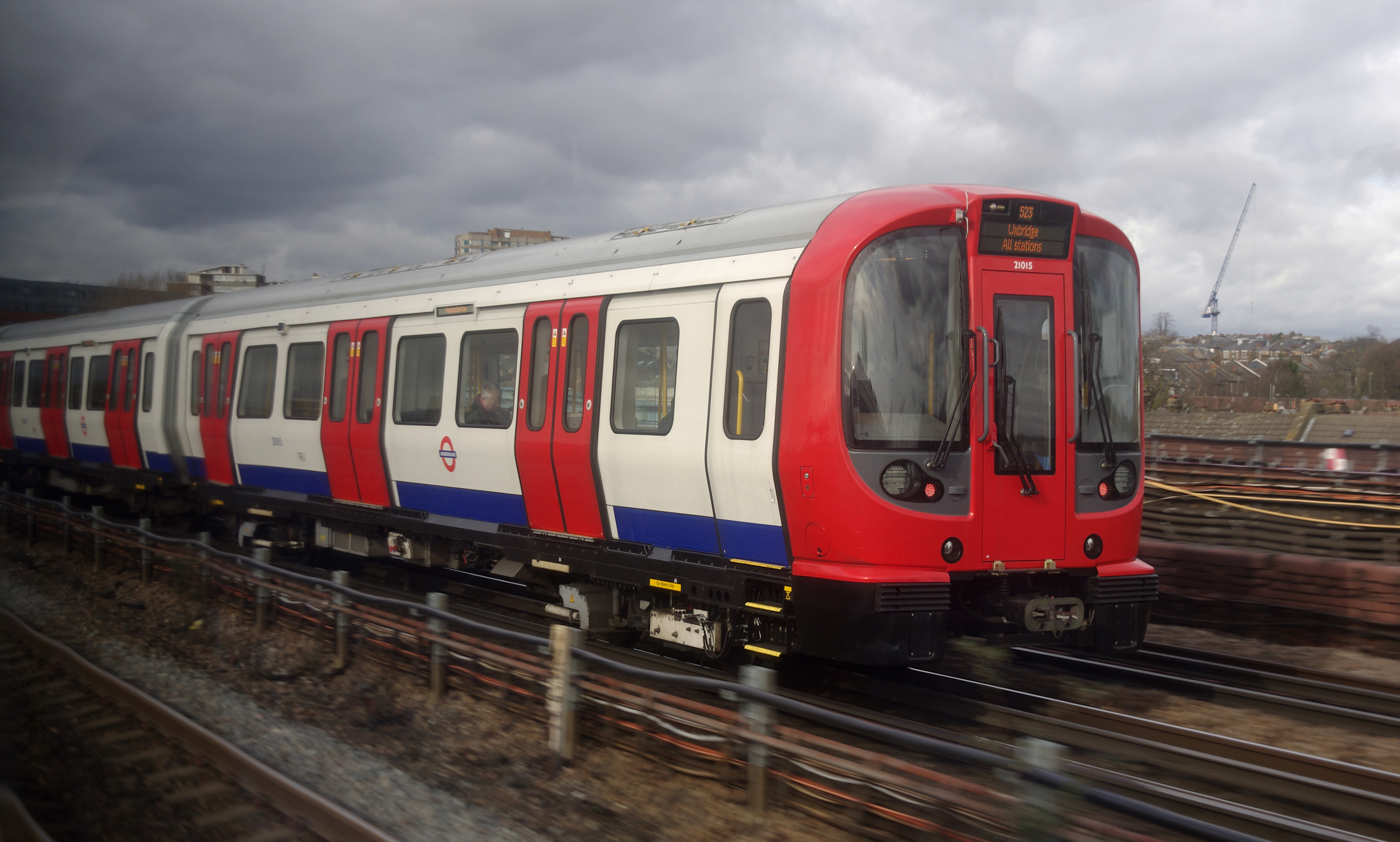
S Stock a maintenant remplacé les anciens A, C et D stocks des lignes Metropolitan, Circle, Hammersmith & City & District

Le Oyster card, une carte à puce sans contact à carte prépayée pouvant être utilisée sur les services de Transport pour Londres au lieu d'un ticket, a été mis en vente pour la première fois en 2003. Le système était initialement géré comme un partenariat public-privé par TranSys ; TfL a acheté les droits sur le nom de la carte Oyster en 2008.
Le 7 juillet 2005, trois bombes ont explosé dans des trains souterrains, deux sur la ligne Circle à Aldgate et Edgware Road et la troisième sur la ligne Piccadilly entre King's Cross et Russell Square. Plus tard le même jour, une bombe a explosé dans un bus à Woburn Place. Quatre bombes humains et cinquante-deux autres personnes sont morts. Il a fallu attendre un mois avant que les services souterrains ne soient rétablis.
En 2007, la ligne East London, exploitée comme une navette isolée depuis 1939, a été fermée pour pouvoir être convertie en une ligne London Overground. En décembre 2009, la ligne Circle, qui desservait une boucle fermée autour du centre de Londres, au nord de la Tamise, a été remplacée par une spirale desservant Hammersmith.
Sur la ligne Jubilee, un septième wagon a été ajouté à tous les trains en 2006 et un nouveau système de signalisation permettant une exploitation automatique a été mis en service en 2011,.
Sur la ligne Victoria, de nouveaux trains ont été introduits entre juillet 2009 et juin 2011 et un nouveau système de signalisation a autorisé 33 trains par heure à partir de janvier 2013. Les lignes souterraines (métropolitaine, District, cercle et Hammersmith et ville) ont été modernisées et dotées d'un nouveau S stock climatisé. En outre, la voie sous la surface, les systèmes d'alimentation électrique et de signalisation sont également mis à niveau dans le cadre d'un programme permettant d'augmenter la capacité en heures de pointe d'ici à la fin de 2018.
Une seule salle de contrôle pour le réseau souterrain doit être établie à Hammersmith et un système de contrôle automatique des trains (en) (ATC) remplacera le matériel de signalisation installé depuis les années 1940.

## Trafic de marchandises
Des trains de marchandises ont parcouru les voies métropolitaines à partir de 1866, lorsque le Great Northern Railway (GNR) puis les Midland Railways ont commencé à desservir le sud de la Tamise via le tunnel de Farringdon et Snow Hill. Des dépôts de marchandises ont été ouverts dans la région de Farringdon, accessibles depuis les Widened Lines de la ville. Le GWR ouvert Smithfield marché Sidings en 1869, le GNR a ouvert son dépôt en 1874, et le Midland en 1878. Le Midland a également négocié des droits de circulation sur le chemin de fer du District du London & South Western Railway à Hammersmith à South Kensington en 1876 et en 1878, il ouvrit des dépôts de charbon à Kensington High Street et à West Kensington.
Le trafic de marchandises devait jouer un rôle important dans la circulation du Metropolitan sur la ligne de prolongement de Baker Street. En 1880, le Met commença à transporter du charbon de Finchley Road à Harrow. Des dépôts de marchandises et de charbon ont été installés dans la plupart des stations de la ligne d’extension lors de leur construction. Les marchandises pour Londres ont d' abord été traitées à Willesden, avec la livraison par la route ou par virement au Midland. En 1909, le Met a ouvert le dépôt de marchandises de Vine Street près de Farringdon avec un service régulier à partir de West Hampstead. Le charbon pour les locomotives à vapeur, la centrale électrique de la société à Neasden et les usines à gaz locales ont été amenés via Quainton Road,. Le lait a été livré à la banlieue de Londres et les produits alimentaires de Vine Street à Uxbridge. Des poissons se rendant au marché de Billingsgate via la station de métro et la station commune de Monument à Monument ont provoqué des plaintes, laissant les approches de la station dans un « état de saleté indescriptible ». Le district a suggéré une entrée séparée pour le poisson, mais rien n'a été fait. Le trafic a considérablement diminué avec l’introduction du transport routier de Marylebone, mais le problème est resté jusqu’en 1936, raison pour laquelle le LPTB a invoqué l’abolition du transport de colis par train. Le LPTB n'était pas non plus intéressé par l'exploitation des services de marchandises métropolitaines. La gare de marchandise de Vine Street a été fermée en 1936 et le London and North Eastern Railway (LNER) a repris tout le trafic de fret à partir de 1937.
Lorsque la ligne nord a été prolongée sur les lignes du LNER vers High Barnet et Mill Hill East en 1940, les gares ont conservé leur service marchandises. À compter de minuit, les trains quitteraient Highbury toutes les cinq à dix minutes et accéderaient à la ligne de Finsbury Park via Highgate High Level. Les gares de la ligne centrale ont également conservé leur service de transport de marchandises. Elles travaillent depuis Temple Mills et sont accessibles via Leytonstone, les gares de la boucle de Hainault étant desservies par Woodford.
Les services de transport de marchandises ont été retirés dans les années 1950 et 60. Le dépôt de marchandises GNR sur les lignes City Widened Lines a été fermé en 1956 et le dernier marché desservi par le marché de Smithfield date de 1962. L'année suivante, la fermeture du chantier naval de West Kensington entraîna le retrait de trains de marchandises des voies District et Piccadilly. Sur la ligne centrale, les stations en boucle de Hainault ont perdu leur service marchandises en 1965 et, en 1966, le reste de la ligne a suivi.